# Spoons
Spoons (em português: Spoons: Fragmentos da Vida Amorosa) foi uma britcom produzida originalmente pelo Channel 4 no formato de esquetes. O programa focalizava-se na vida de jovens ingleses que viviam as mais diversas situações cômicas, todas ligadas a relacionamentos. Humor negro, frases de efeito e bordões eram amplamente usados na série. Foi exibida de setembro de 2005 a novembro do mesmo ano, esse curto período de exibição deu-se por conta da baixa audiência da série. No Brasil, Spoons é exibido pelo GNT.